# دژ بلقیس
دژ بلقیس مربوط به دوره ساسانیان است و در شهرستان تکاب، ۲۰ کیلومتری شمال شرق تخت سلیمان واقع شده و این اثر در تاریخ ۱۷ خرداد ۱۳۳۵ با شمارهٔ ثبت ۱۲۳۶ به‌عنوان یکی از آثار ملی ایران به ثبت رسیده است.